# 정진행
정진행은 현대건설 부회장으로 활동했던 기업인으로, 1955년 10월19일 서울에서 태어나, 경기고등학교와 서강대학교 무역학과를 졸업하고 현대건설에 입사한 기업인이다. 현대차 중남미지역본부장과 기아차 아태지역본부장 등의 직위를 거쳤다.